# Рос Тауншип (Пенсилванија)
Рос Тауншип (енгл. Ross Township) град је у америчкој савезној држави Пенсилванија.

## Демографија
По попису из 2000. године број становника је 32.551.
| Група             | 2000.          | 2010.    |
| Белци             | 31.046 (95,4%) | 0 (0,0%) |
| Афроамериканци    | 463 (1,4%)     | 0 (0,0%) |
| Азијати           | 586 (1,8%)     | 0 (0,0%) |
| Хиспаноамериканци | 237 (0,7%)     | 0 (0,0%) |
| Укупно            | 32.551         | 0        |